# Supersport-Weltmeisterschaft 1999
Die Supersport-WM-Saison 1999 war die erste in der Geschichte der FIM-Supersport-Weltmeisterschaft. Es wurden elf Rennen ausgetragen.

## Punkteverteilung
Weltmeister wird derjenige Fahrer beziehungsweise der Hersteller, der bis zum Saisonende die meisten Punkte in der Weltmeisterschaft angesammelt hat. Bei der Punkteverteilung werden die Platzierungen im Gesamtergebnis des jeweiligen Rennens berücksichtigt. Die fünfzehn erstplatzierten Fahrer jedes Rennens erhalten Punkte nach folgendem Schema:
| Punkteverteilung | Punkteverteilung | Punkteverteilung | Punkteverteilung | Punkteverteilung | Punkteverteilung | Punkteverteilung | Punkteverteilung | Punkteverteilung | Punkteverteilung | Punkteverteilung | Punkteverteilung | Punkteverteilung | Punkteverteilung | Punkteverteilung | Punkteverteilung |
| ---------------- | ---------------- | ---------------- | ---------------- | ---------------- | ---------------- | ---------------- | ---------------- | ---------------- | ---------------- | ---------------- | ---------------- | ---------------- | ---------------- | ---------------- | ---------------- |
| Platz            | 1                | 2                | 3                | 4                | 5                | 6                | 7                | 8                | 9                | 10               | 11               | 12               | 13               | 14               | 15               |
| Punkte           | 25               | 20               | 16               | 13               | 11               | 10               | 9                | 8                | 7                | 6                | 5                | 4                | 3                | 2                | 1                |

In die Wertung kamen alle erzielten Resultate.

## Rennergebnisse
|    | Datum  | Rennen             | Strecke        | Pole-Position        | Platz 1              | Platz 2              | Platz 3              | Schn. Rennrunde      | Gesamtführender Fahrer | Gesamtführender Konstrukteur |
| -- | ------ | ------------------ | -------------- | -------------------- | -------------------- | -------------------- | -------------------- | -------------------- | ---------------------- | ---------------------------- |
| 1  | 28.03. | Südafrika          | Kyalami        | Rubén Xaus           | Iain MacPherson      | Stéphane Chambon     | Jörg Teuchert        | Iain MacPherson      | Iain MacPherson        | Kawasaki                     |
| 2  | 02.05. | Großbritannien     | Donington      | Paolo Casoli         | Jamie Whitham        | Stéphane Chambon     | Iain MacPherson      | Jamie Whitham        | Iain MacPherson        | Yamaha                       |
| 3  | 16.05. | Spanien            | Albacete       | Iain MacPherson      | Jörg Teuchert        | Piergiorgio Bontempi | Pere Riba            | Pere Riba            | Jörg Teuchert          | Yamaha                       |
| 4  | 30.05. | Italien            | Monza          | Piergiorgio Bontempi | Wilco Zeelenberg     | Rubén Xaus           | Piergiorgio Bontempi | Christian Kellner    | Stéphane Chambon       | Yamaha                       |
| 5  | 13.06. | Deutschland        | Nürburgring    | Jörg Teuchert        | Piergiorgio Bontempi | Fabrizio Pirovano    | William Costes       | Piergiorgio Bontempi | Piergiorgio Bontempi   | Yamaha                       |
| 6  | 27.06. | San Marino         | Misano         | Massimo Meregalli    | Rubén Xaus           | Paolo Casoli         | Massimo Meregalli    | Paolo Casoli         | Piergiorgio Bontempi   | Yamaha                       |
| 7  | 11.07. | Vereinigte Staaten | Laguna Seca    | Stéphane Chambon     | Stéphane Chambon     | Iain MacPherson      | Paolo Casoli         | Stéphane Chambon     | Stéphane Chambon       | Yamaha                       |
| 8  | 01.08. | Großbritannien     | Brands Hatch   | Stéphane Chambon     | Stéphane Chambon     | Rubén Xaus           | Cristiano Migliorati | Stéphane Chambon     | Stéphane Chambon       | Yamaha                       |
| 9  | 29.08. | Österreich         | Österreichring | Rubén Xaus           | Jörg Teuchert        | Christian Kellner    | Wilco Zeelenberg     | Massimo Meregalli    | Stéphane Chambon       | Yamaha                       |
| 10 | 05.09. | Niederlande        | Assen          | Iain MacPherson      | Iain MacPherson      | Cristiano Migliorati | Rubén Xaus           | Iain MacPherson      | Stéphane Chambon       | Yamaha                       |
| 11 | 12.09. | Deutschland        | Hockenheim     | Stéphane Chambon     | Iain MacPherson      | Rubén Xaus           | Stéphane Chambon     | Iain MacPherson      | Stéphane Chambon       | Yamaha                       |

## Fahrerwertung
| 1  | Stéphane Chambon      | Suzuki   | Suzuki Alstare F.S.  | 153 |
| 2  | Iain MacPherson       | Kawasaki | Kawasaki Racing Team | 130 |
| 3  | Piergiorgio Bontempi  | Yamaha   | Yamaha Belgarda      | 116 |
| 4  | Jörg Teuchert         | Yamaha   | Yamaha Deutschland   | 108 |
| 5  | Rubén Xaus            | Yamaha   | Dee Cee Jeans Yamaha | 101 |
| 6  | Christian Kellner     | Yamaha   | Yamaha Deutschland   | 94  |
| 7  | Fabrizio Pirovano     | Suzuki   | Suzuki Alstare F.S.  | 84  |
| 8  | Cristiano Migliorati  | Ducati   | Endoug Metalsistem   | 81  |
| 9  | Wilco Zeelenberg      | Yamaha   | Dee Cee Jeans Yamaha | 79  |
| 10 | William Costes        | Honda    | Elf Honda France     | 73  |
| 11 | James Toseland        | Honda    | Castrol Honda        | 59  |
| 12 | Massimo Meregalli     | Yamaha   | Yamaha Belgarda      | 53  |
| 13 | Pere Riba             | Ducati   | Castrol Honda        | 50  |
| 14 | Paolo Casoli          | Ducati   | Ducati Performance   | 45  |
| 15 | Christophe Cogan      | Ducati   | BKM Racing           | 27  |
| 16 | Jamie Whitham         | Yamaha   | Yamaha Belgarda      | 25  |
| 17 | Yves Briguet          | Suzuki   | Endoug Metalsistem   | 22  |
| 18 | Vittorio Iannuzzo     | Yamaha   | Lorenzini by Leoni   | 21  |
| 19 | Sébastien Charpentier | Honda    | Elf Honda France     | 20  |
| 20 | Karl Harris           | Suzuki   | Endoug Metalsistem   | 18  |
| 21 | Walter Tortoroglio    | Suzuki   | Gi Motor Sport       | 15  |
| 22 | Werner Daemen         | Yamaha   | Yamaha Belgium       | 14  |
| 23 | Karl Muggeridge       | Honda    | Ten Kate             | 13  |
| 24 | Roberto Panichi       | Bimota   | Bimota Exp. D.N.R.   | 13  |

| 25 | Russell Wood          | Yamaha   | Nashua Yamaha        | 11 |
| 26 | Camillo Mariottini    | Kawasaki | Desenzano Corse      | 10 |
| 27 | David De Gea          | Honda    | Ten Kate Arbizu      | 10 |
| 28 | Giuseppe Fiorillo     | Suzuki   | Monza Corse          | 9  |
| 29 | Andrea Giachino       | Suzuki   | Monza Corse          | 8  |
| 30 | John Crawford         | Suzuki   | Clarion Suzuki       | 7  |
|    | Stefan Scheschowitsch | Suzuki   | Frankovics Suzuki    | 7  |
|    | Mauro Sanchini        | Suzuki   | Sacchi Corse         | 7  |
| 33 | Larry Pegram          | Ducati   | Ducati Performance   | 7  |
| 34 | Glen Richards         | Yamaha   | First Nat. Yamaha    | 6  |
| 35 | Francesco Monaco      | Ducati   | X Racing             | 5  |
|    | Michael Wohner        | Yamaha   | Yamaha Austria       | 5  |
| 37 | Michele Malatesta     | Ducati   | Yes Romanelli NCR    | 5  |
| 38 | Roberto Teneggi       | Ducati   | DF Racing Carli D.   | 5  |
| 39 | Graeme van Breda      | Honda    | Autopage Cellular    | 4  |
|    | Ian Simpson           | Honda    | Performance Bikes    | 4  |
|    | Markus Barth          | Suzuki   | Alpha Technik Suzuki | 4  |
| 42 | Javier Rodríguez      | Yamaha   | Team Folch           | 3  |
|    | Brian Parriott        | Honda    | Napa Valley Racing   | 3  |
| 44 | Norino Brignola       | Bimota   | Bimota Exp. D.N.R.   | 2  |
|    | Igor Antonelli        | Yamaha   | BNT Racing           | 2  |
| 46 | Marco Borciani        | Honda    | Rumi                 | 1  |
|    | David Checa           | Ducati   | Yes Ducati NCR       | 1  |

## Konstrukteurswertung
| 1 | Yamaha   | 235 |
| 2 | Suzuki   | 191 |
| 3 | Kawasaki | 137 |
| 4 | Honda    | 112 |
| 5 | Ducati   | 60  |
| 6 | Bimota   | 15  |